# 湘江道
湘江道，中华民国初期设置的道。在今湖南省境。
1914年6月依旧长宝道区域置，治所在长沙县(今湖南长沙市)。属湖南省。辖长沙、湘阴、浏阳、醴陵、湘潭、宁乡、益阳、湘乡、攸县、安化、茶陵、宝庆、新化、武冈、新宁、城步等县。辖区约当今湖南省雪峰山以东，汨罗、长沙、浏阳、醴陵等市县以西，洞庭湖、资水以南，城步、新宁，邵阳、邵东、双峰、湘乡、湘潭等县市以北地区，以及株洲、攸县、茶陵等市县。1916年10月，武陵道裁撤，洞庭湖流域东部及平江县并入本道，东北部区域扩展。1922年废。